# Heinz Karrer

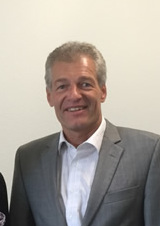
Heinz Karrer (2016)

Heinz Karrer (* 10. Mai 1959 in Winterthur; heimatberechtigt in Andelfingen ZH) ist ein Schweizer Manager und ehemaliger Handballspieler. Er war von 2002 bis 2014 Chief Executive Officer (CEO) des Energiedienstleistungskonzerns Axpo Holding und präsidierte von 2013 bis 2020 den Wirtschaftsdachverband Economiesuisse.

## Leben
Karrer wuchs in Winterthur auf. Er absolvierte eine kaufmännische Lehre bei der Schweizerischen Bankgesellschaft (SBG). Später holte er an der Kantonalen Maturitätsschule für Erwachsene in Zürich die Matura nach. An der Universität St. Gallen (HSG) begann er ein Wirtschaftsstudium, das er abbrach.
Die ersten zehn Jahre seiner Karriere verbrachte Karrer in der Sportartikelbranche, zuerst als Geschäftsführer des Sportartikel-Lieferanten-Verbands, dann als Geschäftsführer von Intersport Schweiz beziehungsweise Geschäftsleiter und Verwaltungsratsdelegierter der Intersport Holding. Von 1995 bis 1997 war er Leiter von Ringier Schweiz und Mitglied in der Geschäftsleitung der Ringier AG. Von 1998 bis 2002 war er als Mitglied der Konzernleitung der Swisscom für die Division Marketing & Sales verantwortlich und gestaltete den Börsengang von Swisscom mit.
Von 2002 bis Ende Januar 2014 war er CEO der Axpo Holding. Bis zum 30. September 2007 war er gleichzeitig CEO der Axpo AG (damals Nordostschweizerische Kraftwerke AG (NOK)).
Karrer wurde Ende August 2013 vom Vorstand des Wirtschaftsdachverbandes Economiesuisse zum neuen Präsidenten auf den 1. September 2013 als Nachfolger von Rudolf Wehrli gewählt. Aufgrund der zwölfmonatigen Kündigungsfrist bei der Axpo Holding übernahm Karrer die Geschäfte bei Economiesuisse schrittweise. Nachfolger per 1. Februar 2014 bei der Axpo wurde Andrew Walo. Karrer konzentrierte sich ab seinem Ausscheiden als CEO der Axpo auf sein 50-Prozent-Pensum als Economiesuisse-Präsident und ist weiterhin in Verwaltungsräten tätig. 2020 gab er sein Amt nach Ende seiner vierten Amtsperiode nach 12 Jahren ab, Nachfolger wurde Christoph Mäder.
Karrer hat weitere Ämter in der Wirtschaft inne. Er ist seit Sommer 2015 Verwaltungsrat beim Sportvermarkter Infront Ringier Sports & Entertainment Switzerland AG. Zudem ist er Mitglied im Stiftungsrat der Hasler Stiftung. Bis Ende Januar 2014 war er Verwaltungsratspräsident der Centralschweizerischen Kraftwerke AG. Er war Präsident bei der Organisation der Schweizerischen Stromverbundunternehmen (Swisselectric). Von April 2014 bis Mai 2016 war er Präsident des Reisekonzerns Kuoni. Am 25. April 2014 wurde Karrer als Mitglied des Bankrats der Schweizerischen Nationalbank (SNB) für den Rest der Amtsdauer 2012–2016 gewählt; er löste Gerold Bührer ab, der vorzeitig zurücktrat. 2016 wurde Karrer für die Amtsdauer 2016–2020 gewählt, danach wiedergewählt, er schied Ende April 2021 aus dem Bankrat. Er ist ausserdem im Advisory Board der Bildungsplattform eduwo. Zudem hat er seit Januar 2020 die Position des VR-Präsidenten der Company Factory AG inne. Er ist Verwaltungsratspräsident der Jungfraubahn Holding und hat weitere Ämter inne.
Er ist ehemaliger Handballspieler, der für die Vereine Pfadi Winterthur und St. Otmar St. Gallen auflief. Mit St. Otmar St. Gallen gewann der im linken Rückraum und Rückraum Mitte eingesetzte Spieler zweimal die Schweizer Meisterschaft. 1984 nahm der 53-fache Schweizer Nationalspieler an den Olympischen Spielen in Los Angeles teil. Heute begeistert er sich für den Bergsport. Er ist in zweiter Ehe verheiratet, Vater von drei erwachsenen Söhnen und lebt in Münsingen BE.

## Auszeichnungen
- Ehrendoktorwürde der University of Rochester, 2010[16]